# Rysskobben, Korpo
Rysskobben är öar i Finland. De ligger i Skärgårdshavet och i kommunen Pargas i landskapet Egentliga Finland, i den sydvästra delen av landet. Öarna ligger omkring 57 kilometer sydväst om Åbo och omkring 190 kilometer väster om Helsingfors.
Arean för den av öarna koordinaterna pekar på är 2 hektar och dess största längd är 270 meter i öst-västlig riktning. Närmaste större samhälle är Korpo, 7,7 km norr om Rysskobben.